# Medetera capensis
Medetera capensis är en tvåvingeart som beskrevs av Charles Howard Curran 1926. Medetera capensis ingår i släktet Medetera och familjen styltflugor. Inga underarter finns listade i Catalogue of Life.